# 满运来
满运来（1942年9月—），男，回族，祖籍山东武城，生于北京，中国新闻工作者，前北京日报社社长，前中华全国新闻工作者协会副主席，前北京市政协副主席。